# Кривошапкин, Андрей Васильевич
Кривошапкин Андрей Васильевич (род. 17 октября 1940, с. Себян-Кюёль, Саккырырский район, Якутская АССР) — писатель, народный депутат, государственный и общественный деятель. Народный писатель Республики Саха (Якутия).

## Биография
- Родился 17 октября 1940 года в с. Себян-Кюёль Саккырырского района Якутской АССР.
- Образование высшее.
- В 1970 году с отличием окончил Ленинградский государственный педагогический институт им. А. И. Герцена. Кандидат социологических наук, академик Академии северного Форума.
- С 1960 г. по 1961 г. — учитель Себян-Кюёльской семилетней школы.
- С 1961 г. по 1962 г. — секретарь комсомольской организации совхоза «Кировский».
- С 1962 г. по 1963 г. — студент Ленинградского государственного педагогического института им. А. И. Герцена.
- С 1963 г. по 1966 г. — служба в рядах Советской Армии.
- С 1966 г. по 1970 г. — студент Ленинградского государственного педагогического института им. А. И. Герцена.
- С 1970 г. по 1977 г. — директор Себян-Кюёльской средней школы.
- С 1975 г. по 1977 г. — младший научный сотрудник Якутского филиала НИИ национальных школ Министерства просвещения РСФСР.
- С 1977 г. по 1979 г. — секретарь парткома совхоза «Кировский».
- С 1979 г. по 1980 г. — управляющий Себянским отделением совхоза.
- С 1980 г. по 1981 г. — инструктор Совета министров Якутской АССР.
- С 1981 г. по 1990 г. — инструктор, заместитель заведующего отделом Якутского обкома КПСС.
- С 1990 г. по 1993 г. — народный депутат РСФСР, народный депутат Якутской АССР, член Верховного Совета РСФСР на постоянной основе, председатель подкомитета по вопросам коренных малочисленных народов Севера, Сибири и Дальнего Востока РФ.
- С 1994 г. по настоящее время — народный депутат Республики Саха (Якутия), работал постоянным представителем Государственного Собрания (Ил Тумэн) Республики Саха (Якутия) в Федеральном Собрании Российской Федерации.
- С 20 марта 2008 г. — заместитель Председателя Государственного Собрания (Ил Тумэн) Республики Саха (Якутия).

Член Союза писателей СССР с 1982 г.

## Творчество
Его произведения печатаются с 1962 года. Первая книга — «Опо» — на эвенском языке вышла в 1969 году. Большой популярностью пользуются его повести «Олени моего детства», «Уйамкане идут на Север», романы «Берег судьбы» (1988), «Золотой олень» (1990) и др.

## Награды и звания
- Лауреат Литературной премии имени Эрилика Эристина
- Лауреат Большой литературной премии России (2002)
- Заслуженный работник культуры Республики Саха (Якутия)
- Почётный гражданин Республики Саха (Якутия) (2010)[1]